# The Prince’s Rainforests Project
The Prince’s Rainforests Project ist ein im Oktober 2007 gestartetes karitatives Projekt unter der Schirmherrschaft von König Charles III.
Das Projekt will die globale Bedeutsamkeit des tropischen Regenwaldes, den Einfluss seiner Zerstörung auf die Klimaveränderung sowie die Problematik, die sich durch die stetig steigende Nachfrage nach Rindfleisch, Soja und Palmöl sowie den weltweiten Preisanstieg zahlreicher Güter für die Regenwälder ergibt, aufzeigen.
Die Kampagne wurde mit Hilfe des Unternehmens Blue State Digital realisiert, das u. a. für Barack Obamas Erfolg von Bedeutung war.